# 1643
1643 (MDCXLIII) var ett normalår som började en torsdag i den gregorianska kalendern och ett normalår som började en söndag i den julianska kalendern.

## Händelser

### Februari
- Februari – Den nye guvernören över kolonin Nya Sverige, Johan Printz, anländer dit.

### Mars
- Mars – Lennart Torstensons här intränger i Mähren. Då landet redan är helt utplundrat tvingas svenskarna dock retirera norrut igen.

### April
- 1 april – Åmål får stadsprivilegium av drottning Kristinas förmyndarregering.[1]

### Maj

Ludvig XIV

- 14 maj – Ludvig XIV tillträder Frankrikes tron.
- 18 maj – Franska trupper vinner en förintande seger över en spansk här i slaget vid Rocroi.

### Juni
- 13 juni – Askersund får stadsprivilegier.[2]

### September
- September – Lennart Torstenson får den svenska förmyndarstyrelsens befallning att angripa Danmark.[3]

### November
- 14 november – Fransmännen besegras av kejsarens trupper i slaget vid Tuttlingen.

### December
- 13 december – Lennart Torstensons här går in i Holstein och erövrar så småningom området, vilket blir inledningen till kriget mot Danmark.[3]
- 20 december – Lindesberg och Nora får stadsprivilegier.[4]

### Okänt datum
- Fredsförhandlingar mellan trettioåriga krigets parter inleds i Osnabrück och Münster. Johan Oxenstierna och Johan Adler Salvius representerar Sverige.
- Diktaren Georg Stiernhielms stora fornsvenska lexikon Gambla Swea- och Götha måles fatebur utkommer.
- Gymnasiet i Växjö inrättas.
- Louis De Geer köper Lövsta järnbruk och drar igång produktionen på allvar.
- Evangelista Torricelli uppfinner kvicksilverbarometern.

## Födda
- 4 januari – Isaac Newton, engelsk matematiker och fysiker.
- 23 mars – María de León Bello y Delgado, spansk nunna och mystiker.
- 24 december – Israel Kolmodin, svensk teolog.

## Avlidna
- 21 februari – Maria Pita, spansk nationalhjältinna.
- 14 maj – Ludvig XIII, kung av Frankrike sedan 1610.
- 12 juli – François Duquesnoy, flamländsk skulptör.
- 8 september – Giovanni Ciampoli, sekreterare åt påven Urban VIII.
- 21 september – Hung Taiji, manchuisk monark, den förste kejsaren av Qing-dynastin.
- 29 november – Claudio Monteverdi, italiensk kompositör.
- 30 december – Giovanni Baglione, italiensk barockmålare.
- Sophie Brahe, dansk astronom.